# Innovations for Poverty Action
A Innovations for Poverty Action (IPA) é uma organização americana sem fins lucrativos de investigação e políticas fundada em 2002 pelo economista Dean Karlan. Desde a sua fundação, a IPA trabalhou com mais de 400 académicos para realizar mais de 900 avaliações em 52 países. A organização também gere o Índice de Probabilidade de Pobreza.
A IPA realiza ensaios controlados aleatorizados (ECA), juntamente com outros tipos de investigação quantitativa, para medir os impactos dos programas de desenvolvimento em sectores como as microfinanças, a educação, a saúde, a paz e a recuperação, a governação, a agricultura, a proteção social e as pequenas e médias empresas. As suas organizações parceiras incluem mais de 400 governos, organizações sem fins lucrativos, instituições académicas, fundações e empresas.

## História e missão
A IPA foi fundada em 2002 por Dean Karlan, economista da Universidade de Yale. A organização dedica-se a encontrar e promover soluções para a pobreza global e a "colmatar a lacuna entre o meio académico e as políticas de desenvolvimento".
A IPA está sediada em New Haven, Connecticut, e possui escritórios em Nova Iorque, Washington, D.C., bem como escritórios em África, na Ásia e na América do Sul. Em 2021, a organização era liderada pela diretora executiva Annie Duflo e conduziu 677 estudos em 51 países ao redor do mundo.
Em 2017, a IPA e o Abdul Latif Jameel Poverty Action Lab receberam uma subvenção de 16 milhões de dólares do Departamento para o Desenvolvimento Internacional do Reino Unido para investigar políticas que promovam a paz e apoiem comunidades em áreas em recuperação de conflitos.

## Financiamento
A IPA busca financiamento de indivíduos e fundações. A IPA foi financiada por diversas fundações e outras organizações sem fins lucrativos. Estas incluem a Fundação Bill & Melinda Gates, Omidyar Network, Fundação Citi, Hewlett Foundation, Mulago Foundation,  Fundação Ford, Banco Mundial, USAID, DFID e outras. Várias universidades e think tanks também financiaram a IPA e os seus projetos, incluindo a Universidade de Harvard, o Instituto de Tecnologia de Massachusetts e a Universidade de Stanford.[carece de fontes?]

## Atividades
A IPA conduz estudos controlados e aleatorizados de programas de ajuda. Os seus estudos são conduzidos de forma muito semelhante aos estudos científicos para determinar o impacto de tais programas e encontrar métodos eficazes para reduzir a pobreza. As avaliações da IPA avaliam intervenções nas áreas de pequenas e médias empresas, inclusão financeira, paz e recuperação, governação, saúde, educação, agricultura e proteção social.
Até 2017, a IPA tinha concebido e conduzido mais de 650 avaliações em parceria com mais de 400 académicos de renome. A IPA também trabalha para garantir que os tomadores de decisão usem e apliquem evidências, tornando-as úteis e acessíveis. A IPA faz isso através da colaboração com os decisores, ao mesmo tempo que cria provas relevantes para as políticas, partilha proactiva de resultados e fornece assistência técnica para a aplicação de soluções em grande escala.

## Parceiros
A IPA trabalha com mais de 400 organizações sem fins lucrativos, governos, instituições académicas e empresas para elaborar programas e conduzir avaliações.
O Abdul Latif Jameel Poverty Action Lab (J-PAL) é um parceiro próximo da IPA. As duas organizações partilham uma missão comum e adotam abordagens metodológicas semelhantes para avaliação de políticas de desenvolvimento. Ambas as organizações foram pioneiras no uso de avaliações aleatórias para estudar a eficácia de intervenções de desenvolvimento em todo o mundo e colaboraram extensivamente em estudos de campo envolvendo avaliações aleatórias. A IPA e o J-PAL tentam preencher a lacuna entre a investigação e o mundo das políticas criando e disseminando conhecimento sobre o que funciona para formuladores de políticas e profissionais ao redor do mundo.[carece de fontes?]
A IPA tem vários outros parceiros, incluindo o Banco Mundial, várias agências das Nações Unidas, vários governos nacionais e regionais, como o governo da Serra Leoa, e várias instituições de caridade que colaboram com a IPA na conceção e avaliação dos seus programas, como a Save the Children, a Population Services International, a One Acre Fund e a Pratham.

## Investigação
A pesquisa da IPA abrange oito programas, incluindo agricultura, educação, inclusão financeira, governança, saúde, paz e recuperação, pequenas e médias empresas e proteção social. Os resultados dos estudos da IPA foram publicados por afiliados de investigação da IPA em publicações académicas revistas por pares, como Econometrica, Science, Quarterly Journal of Economics, American Economic Review e Review of Financial Studies, entre outros.

### Método
A IPA usa ensaios clínicos randomizados (ECR) na sua abordagem à pesquisa antipobreza. Os ECR são conhecidos principalmente pela sua aplicação na investigação médica para isolar o impacto de um determinado fármaco ou tratamento de outros factores. Assim como nestes ensaios médicos, os investigadores designam os participantes aleatoriamente para diferentes grupos de estudo. Um ou mais grupos recebem um programa (os "grupos de tratamento") e outro grupo serve como grupo de comparação (ou "controlo"). Embora haja críticas à abordagem aleatória, o seu uso nas ciências sociais está a crescer. Os críticos incluíram economistas de desenvolvimento notáveis, como Angus Deaton e Daron Acemoglu.

### Microfinanças
A IPA realiza muitas avaliações de programas e produtos de microfinanças, incluindo microcrédito, micropoupança e microsseguro. A IPA faz parte da Financial Access Initiative (FAI), um consórcio lançado com o apoio de uma doação de US$ 5 milhões de dólares da Fundação Bill & Melinda Gates com o objetivo de aumentar o conhecimento sobre microfinanças e comunicar lições de investigação a um amplo espectro de formuladores de políticas, instituições de microfinanças e ao público em geral.[carece de fontes?]
Um exemplo da investigação da IPA sobre microfinanças inclui exames do impacto da responsabilidade de grupo. Muitos programas de microcrédito são oferecidos a grupos de mulheres que compartilham a "responsabilidade de grupo", o que significa que todos os membros do grupo são responsáveis por pagar os empréstimos se um dos membros entrar em incumprimento. A responsabilidade de grupo foi promovida pelo Prémio Nobel Muhammad Yunus como a melhor forma de garantir elevadas taxas de reembolso. No entanto, estudos da IPA conduzidos em vários países mostram que mudar clientes existentes para responsabilidade individual não aumenta as taxas de inadimplência. Além disso, os estudos da IPA demonstram que o microcrédito não tem um impacto transformador na pobreza, mas pode dar às famílias de baixos rendimentos mais liberdade para otimizar as formas como ganham dinheiro, consomem e investem.

### Agricultura
A pesquisa agrícola da IPA avalia se as intervenções destinadas a aumentar ou proteger o rendimento agrícola são eficazes. Esta investigação incluiu projetos que examinam o impacto dos preços das colheitas, do seguro de chuva, da utilização de fertilizantes, e do acesso aos mercados de exportação.

## Avaliações externas

### Avaliação GiveWell
Em novembro de 2011, a avaliadora de instituições de caridade GiveWell publicou uma análise da IPA e listou-a entre seis organizações de destaque juntamente com a GiveDirectly, a KIPP (filial de Houston), a Nyaya Health, a Pratham e a Small Enterprise Foundation, mas abaixo das duas instituições de caridade mais bem classificadas, a Against Malaria Foundation e a Schistosomiasis Control Initiative.

### The Life You Can Save
A organização de advocacia e extensão educacional The Life You Can Save, fundada após o lançamento do livro de Peter Singer The Life You Can Save, classifica a IPA como uma instituição de caridade confiável, apoiada por evidências.